# Elecciones generales de España de 1982
El jueves 28 de octubre de 1982 se celebraron elecciones generales en España. Las elecciones fueron anticipadas seis meses, ya que debían haberse celebrado el sábado 30 de abril de 1983. El presidente del Gobierno, Calvo-Sotelo, una vez constatada la imposibilidad de aprobar en el Consejo de Ministros el anteproyecto de Ley de Presupuestos Generales del Estado 1983 y, sobre todo, ante la dificultad de que los grupos parlamentarios respaldasen en el Parlamento los Estatutos de Autonomía que estaban aún tramitándose, disolvió el Parlamento y convocó elecciones generales anticipadas.
Estos comicios tuvieron un carácter histórico, ya que el Partido Socialista Obrero Español (PSOE) de Felipe González consiguió una amplísima mayoría absoluta, ocupando 202 de los 350 escaños del Congreso, 134 puestos en el Senado y casi la mitad del total de sufragios válidos emitidos. Fue de hecho la primera ocasión desde la época de la Segunda República en que el PSOE ganaba unas elecciones generales y suponía la primera vez que el PSOE lograba una mayoría absoluta a nivel nacional. Miles de personas se echaron a la calle para celebrar el histórico triunfo.
El otro gran hecho de los comicios fue el hundimiento de la Unión de Centro Democrático (UCD), víctima de sus luchas internas y la desintegración que había vivido el partido, que perdió 155 escaños y prácticamente desapareció de la vida política española. La debacle sufrida por UCD solo es comparable con el hundimiento que el Partido Republicano Radical de Lerroux sufrió en las elecciones de 1936. La derrota de la UCD es, a día de hoy, una de las mayores debacles electorales para un partido gobernante de la historia actual y del mundo occidental, siendo comparable con la derrota de la Democracia Cristiana en Italia en 1994 o la casi desaparición de los conservadores progresistas de Canadá en 1993. Por el contrario, la coalición formada por Alianza Popular, el Partido Demócrata Popular y otros partidos pasó a ocupar el espacio político de UCD, convirtiéndose así en el principal partido de la oposición. El PCE también fue otro partido que sufrió una fuerte debacle electoral, ya que perdió más de un millón de votos y 19 escaños, quedando en la irrelevancia política y con una importante crisis interna. 
Históricamente, con la desaparición de la UCD y su eventual reemplazo por Alianza Popular (predecesor del Partido Popular) como principal oposición, se suele considerar que quedó formado el sistema de bipartidismo político que con más o menos variaciones ha regido la política española durante los siguientes treinta años, hasta 2015 coexistiendo con los partidos nacionalistas. Sin embargo, la realidad era que durante los siguientes diez años, los socialistas dominarían la vida política española sin que ningún otro partido tuviera una posibilidad realista de formar gobierno. El PSOE no comenzaría a ser desafiado seriamente sino hasta 1993, y no sería desbancado del poder hasta 1996. Hasta la fecha, la permanencia de Felipe González en el poder (cuatro períodos que abarcan 14 años) sigue siendo el período más largo de gobierno continuo por un Presidente del Gobierno elegido democráticamente, y los gobiernos desde entonces generalmente han tenido una duración más corta, de 8 años (dos mandatos).
Respecto a los comicios de 1979 el PSOE gana las provincias de La Coruña, Santander, Álava, Navarra, Logroño, Huesca, Zaragoza, Teruel, Lérida, Castellón, Baleares, Albacete, Ciudad Real, Toledo, Cuenca, Guadalajara, Palencia, León, Zamora, Valladolid, Salamanca, Badajoz, Cáceres, Huelva, Granada, Almería, Santa Cruz de Tenerife, Las Palmas, Ceuta y Melilla mientras que pierde Gerona; AP gana las provincias de Pontevedra, Orense, Lugo, Burgos, Segovia, Soria y Ávila; y CiU gana Gerona.

## Contexto histórico

### Antecedentes: una legislatura complicada
La I Legislatura fue una etapa muy complicada. Después de la entrada en vigor de la Constitución y las elecciones generales de 1979, el consenso existente entre los partidos desapareció para dar paso a una lucha más abierta entre ellos, en especial el PSOE. A mediados de 1980 Felipe González presentó una moción de censura contra Suárez, que aunque no consiguió que saliera adelante lo convirtió en el líder político mejor valorado en las encuestas, desbancando por primera vez a Adolfo Suárez, y el PSOE se puso por delante de UCD en intención de voto. Desde 1979 el desgaste de los gobiernos de la UCD fue aumentando, a la postre que el descontento de la población por la situación general que vivía el país.
A la conflictiva situación política se añadió el agravamiento de la situación económica a consecuencia de la «segunda crisis del petróleo» de 1979 —se superó el millón de parados—, el recrudecimiento de las acciones terroristas de ETA que en 1979 y 1980 marcaron el punto álgido de su actividad con 174 muertos, el "problema" vasco y catalán, el creciente «desencanto» ciudadano con las reformas, etc. Todo ello acentuó las diferencias políticas entre los grupos que integraban UCD sobre diversos temas, lo que abrió una crisis de gobierno a mediados de abril de 1980. A la larga, la crisis en UCD no hizo más que agravarse y aumentar el desgaste del gobierno, especialmente en la persona de Suárez. De hecho, para finales de 1980 el presidente del gobierno se encontraba muy acosado dentro y fuera de partido. Esta situación llevó a que el 29 de enero de 1981 Adolfo Suárez hiciera pública por televisión su decisión de dimitir de la presidencia del gobierno y del partido. La UCD acordó proponer a Leopoldo Calvo-Sotelo como sucesor de Suárez.
En la tarde del 23 de febrero, cuando se estaba procediendo a la votación de investidura de Calvo-Sotelo, irrumpieron en el hemiciclo del Congreso de Diputados un grupo de guardias civiles armados al mando del teniente coronel Antonio Tejero. Al mismo tiempo el capitán general de la III Región Militar, Jaime Milans del Bosch, declaraba el «estado de guerra» en su demarcación, establecía el toque de queda y ordenaba que carros de combate ocuparan la ciudad de Valencia, sede de la capitanía general. Se iniciaba así un golpe de Estado que llevaba meses preparándose. El luego conocido como "23-F", sin embargo, no logró prosperar más allá de estas acciones y quedó en entredicho cuando el rey salió en TVE desautorizando a los golpistas. Milans del Bosch ordenaba la retirada de sus tropas y a la mañana del día siguiente Tejero se rendía, siendo liberados el gobierno y los diputados. Poco después se convocaron manifestaciones de apoyo a la Constitución y en defensa de la democracia que fueron las más multitudinarias de las celebradas hasta entonces.
El nuevo gobierno liderado por Calvo-Sotelo, si bien logró sacar adelante algunos de los temas más urgentes (como la «cuestión militar» y la «cuestión regional») con el acuerdo del PSOE, no logró detener la grave crisis interna que atravesaba UCD. Durante 1981 y 1982 la situación fue empeorando progresivamente, al tiempo que se producían numerosas escisiones o fugas a otros partidos. La imagen del gobierno también se vio muy afectada por la gestión gubernamental de la llamada "Enfermedad del aceite de colza", provocada por la distribución fraudulenta de aceite adulterado y la consecuente intoxicación de un gran número de personas. Prensa como el ABC apostaba por unas elecciones en primavera de 1983 que garantizasen la estabilidad del Reino frente a los sucesos acontecidos pocos meses atrás. Así lo decía un editorial en marzo de 1982:

Si el presidente Calvo-Sotelo dispone de un año para dotar de disciplina y coherencia a UCD; si se establece un acuerdo firme con Alianza Popular; si las Minorías Catalana y Vasca, cooperan a la estabilidad y a la acción legislativa, este país puede encontrarse con un año de serenidad y de trabajo electoral riguroso, con una situación parlamentaria realmente gobernable. Sería, frente al súbito clima de fluidez dominante desde el martes, una contribución decisiva para el arraigo de la democracia.

Sin embargo, el varapalo que supusieron las elecciones andaluzas de mayo de ese mismo año, en las que el PSOE obtuvo la holgadísima mayoría de 66 diputados frente a los 15 que cosechó Merino Bayona para el partido del Gobierno, hizo que en el mismo Consejo de Ministros el presidente del Ejecutivo, Calvo-Sotelo, plantease disolver el partido a sus ministros. «¿Vale la pena seguir con el partido que tenemos o realizamos cambios sustanciales y abandonamos el proyecto político que significa UCD?», parece ser que dijo. Los ministros apostaron por la permanencia de la formación, a pesar de los decepcionantes resultados, inferiores incluso a los que obtuvo AP con Hernández Mancha a la cabeza. Decisiva fue también la salida de Adolfo Suárez, otrora factotum de la formación centrista y artífice de la Transición a la democracia, para fundar su propio partido, registrado en julio de 1982 como Centro Democrático y Social, y que además se presentaría a las elecciones, con la consecuente división del votante "ucedista".
Desde el centro y la derecha surgieron voces que apostaban por la unión de ambas fuerzas (entiéndase, UCD y AP) para la creación de una lista única que hiciese frente a un cada vez más fuerte PSOE. En este sentido se manifestó Arturo Moya, diputado por Granada de la UCD y próximo en la primera hora a Adolfo Suárez, quien dijo que «se hace necesario en estos momentos que el centro y la derecha lleguen a una coalición ante las próximas elecciones generales presentando una lista única». En esos mismos términos habló Manuel Fraga, candidato por AP y líder de la derecha, quien comentó en un acto de precampaña en Galicia que «hoy las encuestas demuestran que juntos podemos ganar las elecciones, y de lo que no hay duda es de que evitaría la abstención. En el caso de una posible unión AP-UCD no habría problemas de liderazgo. Este tema no está cuestionado». Sin embargo, las más optimistas apenas daban una suma del 37% de los votos a una hipotética coalición de centro derecha frente a un más que asegurado 40% de intención de voto para los socialistas.[cita requerida]

### Campaña electoral
El gobierno Calvo-Sotelo, muy desacreditado entre la población y falto de un apoyo firme por parte de su propio  partido (que además se encontraba en plena descomposición interna), decidió convocar elecciones anticipadas para el 28 de octubre. En esta ocasión la campaña electoral se desarrolló en un gran clima de espíritu cívico. El presidente del Gobierno decidió no presentarse como cabeza de lista, sino como segundo por Madrid por detrás del leridano Landelino Lavilla, que había sido durante toda la legislatura el presidente del Congreso de los Diputados.
Para el día anterior a la celebración de los comicios un grupo de conspiradores militares había previsto llevar a cabo un nuevo golpe de Estado. En principio esta nueva intentona golpista estaba mejor organizada que el 23-F y tenía un alcance mucho mayor, especialmente en lo referido a la toma de los principales centros de poder. La conspiración, sin embargo, fue descubierta unos días antes por el gobierno y sus principales instigadores detenidos, quedando abortado este intento de golpe de Estado. Tanto el gobierno como los medios de comunicación minimizaron la noticia con el objetivo de no alarmar a la población.

### Una votación histórica
Aunque los resultados fueron previsibles, la contundencia de la victoria del PSOE de Felipe González resultó ser más abultada de lo esperada. Bajo el lema Por el cambio, el PSOE cosechó un resonante triunfo al obtener más de diez millones de votos, lo que suponía cerca del 50 % de los votantes, y la mayoría absoluta en el Congreso de Diputados (202 diputados) y en el Senado (134 senadores). Esto se tradujo en que el PSOE obtuviera la mayoría de votos en cuarenta de las cincuenta provincias españolas, así como en muchas capitales de provincia y grandes centros urbanos. Los 10.127.392 de votos (48,4% del censo) que obtuvieron los socialistas consituían toda una novedad. Para el PSOE ésta era la primera vez en su historia que el partido ganaba unas elecciones generales con mayoría absoluta. Y de hecho, suponía la primera vez desde la Guerra civil que el PSOE regresaba al poder, liderando el gobierno de la nación.
La segunda fuerza política más votada fue la coalición formada por Alianza Popular (AP) y el Partido Demócrata Popular (PDP), que obtuvo casi la mitad de votos que el PSOE (5 millones y medio), 106 diputados y que quedó a 20 puntos porcentuales de distancia de los socialistas. La nueva coalición liderada por Manuel Fraga se convertirá a partir de entonces en el gran referente de la derecha, y en la alternativa conservadora al poder socialista. En contraposición, el gran derrotado de las elecciones fue la UCD, que de ser la primera fuerza política con 168 escaños en 1979 pasó a apenas 11 escaños. Ni siquiera el presidente del gobierno, Calvo Sotelo, que iba el segundo en la lista por Madrid, logró obtener el acta de diputado. Esta debacle supuso en la práctica la desaparición de UCD, que unos meses después se autodisolvería (aunque hasta 1986 mantendría grupo parlamentario). Adolfo Suárez ya había salido de la UCD durante el verano de 1982, para a continuación fundar el Centro Democrático y Social (CDS), que logró entrar en el Congreso de los Diputados con 2 diputados y 604.309 votos. No obstante, los dos escaños obtenidos por el CDS constituían un resultado muy magro para Suárez.
El Partido Comunista de España (PCE) también sufrió una importante debacle electoral, en buena medida consecuencia de sus disputas y disidencias internas. El liderazgo de Carrillo y la política oficial del partido hacía tiempo que eran criticadas desde numerosos sectores. Esta situación se tradujo en la pérdida de más un millón de votos y 19 diputados, obteniendo tan solo cuatro escaños. Esto dejó al partido prácticamente barrido de la escena política. Incluso el otrora poderoso PSUC, la sección catalana del PCE, se vio afectado por las disidencias internas y apenas si obtuvo un diputado (dentro del grupo del PCE). Tras los pésimos resultados, un mes después —en noviembre— Carrillo dimitió de la dirección del PCE, abriendo con ello una nueva etapa en el partido.
Los partidos nacionalistas y regionalistas mantuvieron prácticamente idéntica su representación parlamentaria con respecto a las elecciones de 1979. La coalición nacionalista catalana Convergència i Unió (CiU) fue la que más mejoró sus resultados, consolidando su grupo parlamentario con cuatro diputados más y 772.726 votos. La excepción fue el Partido Socialista de Andalucía-Partido Andaluz (PSA-PA), que en estas elecciones no obtuvo ningún diputado y con ello quedó fuera del parlamento.
La extrema derecha, en contraposición con lo ocurrido en 1979, volvió a acudir a los comicios desunida y muy enfrentada entre sí. Blas Piñar y Fuerza Nueva no lograron revalidar el escaño obtenido por la Unión Nacional 3 años antes, como tampoco lo consiguió el resto de fuerzas de extrema derecha. Curiosamente uno de los cabecillas del 23-F, Antonio Tejero, fundó su propio partido político con el que concurrir a las elecciones, aunque fue un fracaso dado que obtuvo 28.451 votos (0,14%) y ningún escaño. A partir de 1982 la extrema derecha española entró en una crisis de la que no salió hasta la irrupción de Vox en las generales del 28 de abril del 2019. y en las generales del 10 de noviembre del 2019
Otro récord en términos electorales conseguido en estas elecciones, fue el porcentaje de participación que rozó el 80%, el cual constituye una de las cifras de participación más altas conseguidas en unas elecciones generales desde el final de la dictadura franquista y la restauración de la democracia.
Con este resultado, calificado como de auténtico «terremoto electoral», el sistema de partidos experimentó un vuelco radical pues del bipartidismo imperfecto (UCD/PSOE) de 1977 y 1979 se había pasado a un sistema de partido dominante (el PSOE). Las elecciones de 1982 han sido consideradas por la mayoría de los historiadores como el final del proceso de transición política iniciado en 1975. En primer lugar, por la elevada participación que se produjo, la más alta de las registradas hasta entonces (79,8 %), lo que revalidó el compromiso de los ciudadanos con el sistema democrático y demostró que la vuelta atrás que defendían los sectores involucionistas no contaba con ningún respaldo del pueblo. En segundo lugar, porque por primera vez se producía la alternancia política propia de las democracias, gracias al libre ejercicio del voto por los ciudadanos. En tercer lugar, porque accedía al gobierno un partido que nada tenía ver con el franquismo, ya que en origen era uno de los vencidos en la guerra civil. El nuevo sistema de partidos se vio confirmado en las elecciones municipales y autonómicas de mayo de 1983 que de nuevo supusieron un triunfo arrollador del PSOE, ya que 12 de las 17 comunidades autónomas pasaron a estar regidas por socialistas —por mayoría absoluta en 7 de ellas—, mientras que siguieron ostentando las alcaldías de las principales ciudades. Solo los gobiernos autonómicos de Galicia, Cantabria y Baleares (de Alianza Popular), y de Cataluña (de CiU) y el País Vasco (del PNV), escapaban al control socialista.

## Resultados

### Congreso de los Diputados
| ← Elecciones generales de España, 28 de octubre de 1982 → |                                                          |                     |            |       |         |       |  |  |  |  |
| Lista electoral                                           | Lista electoral                                          | Cabeza de lista     | Votos      | %     | Escaños | +/-   |  |  |  |  |
|                                                           | Partido Socialista Obrero Español (PSOE)a                | Felipe González     | 10.127.392 | 48,11 | 202 b   | +81   |  |  |  |  |
|                                                           | Alianza Popular-Partido Demócrata Popular (AP-PDP)c      | Manuel Fraga        | 5.548.107  | 26,36 | 107 d   | +97 e |  |  |  |  |
|                                                           | Unión de Centro Democrático (UCD)f                       | Landelino Lavilla   | 1.425.093  | 6,77  | 11      | -157  |  |  |  |  |
|                                                           | Partido Comunista de España (PCE)                        | Santiago Carrillo   | 846.515    | 4,02  | 4 g     | -19   |  |  |  |  |
|                                                           | Convergència i Unió (CiU)                                | Miquel Roca         | 772.726    | 3,67  | 12 h    | +4    |  |  |  |  |
|                                                           | Centro Democrático y Social (CDS)                        | Adolfo Suárez       | 604.309    | 2,87  | 2       | +2    |  |  |  |  |
|                                                           | Partido Nacionalista Vasco (EAJ-PNV)                     | Iñigo Agirre        | 395.656    | 1,88  | 8       | +1    |  |  |  |  |
|                                                           | Herri Batasuna (HB)                                      | Iñaki Esnaola       | 210.601    | 1,00  | 2       | -1    |  |  |  |  |
|                                                           | Esquerra Republicana de Catalunya (ERC)                  | Francesc Vicens     | 138.118    | 0,66  | 1       | =     |  |  |  |  |
|                                                           | Fuerza Nueva (FN)                                        | Blas Piñar          | 108.746    | 0,52  | 0       | -1 i  |  |  |  |  |
|                                                           | Partido Socialista de los Trabajadores (PST)             | Doroteo Navarro     | 103.133    | 0,49  | -       | =     |  |  |  |  |
|                                                           | Euskadiko Ezkerra-Izquierda para el Socialismo (EE)      | Juan María Bandrés  | 100.326    | 0,48  | 1       | =     |  |  |  |  |
|                                                           | Partido Socialista de Andalucía-Partido Andaluz (PSA-PA) |                     | 84.474     | 0,4   | 0       | -5    |  |  |  |  |
|                                                           | Partit dels Comunistes de Catalunya (PCC)                | Pere Ardiaca        | 47.249     | 0,22  | -       | =     |  |  |  |  |
|                                                           | Bloque PSG (B-PSG)                                       |                     | 38.437     | 0,18  | -       | =     |  |  |  |  |
|                                                           | Unión del Pueblo Canario (UPC)                           | Fernando Sagaseta   | 35.013     | 0,17  | 0       | -1    |  |  |  |  |
|                                                           | Otros partidos                                           | —                   | 365.505    | 1,7   | 0       | =     |  |  |  |  |
|                                                           |                                                          |                     |            |       |         |       |  |  |  |  |
| Votos nulos                                               | Votos nulos                                              | Votos nulos         | 419.236    | 1,95% | —       | —     |  |  |  |  |
| Votos en blanco                                           | Votos en blanco                                          | Votos en blanco     | 98.438     | 0,47  | —       | —     |  |  |  |  |
| Resultados globales                                       | Resultados globales                                      | Resultados globales | 21.469.274 | 100%  | 350     | —     |  |  |  |  |

a En coalición con el Partido de Acción Democrática (PAD) de Francisco Fernández Ordóñez.

b De ellos, 25 del PSC-PSOE y 5 del PAD.

c Incluye a Unión del Pueblo Navarro (UPN), Partido Aragonés Regionalista (PAR), Unió Valenciana (UV) y liberales independientes.

d De ellos 84 de AP, 14 de PDP, 2 de UPN, 2 del PAR, 2 de UV y 2 liberales independientes. De ellos, 1 más de UCD, elegido en las listas por el País Vasco, donde se presentaron en coalición AP, PDP, PDL y UCD; posteriormente se integra en el Grupo Parlamentario de UCD.

e Respecto a Coalición Democrática en 1979.

f Incluye a Centristes de Catalunya-UCD.

g De ellos, 1 correspondía al PSUC.

h De ellos 8 de CDC, 3 de UDC y 1 independiente.

i Respecto a Unión Nacional en 1979.

#### Por provincias

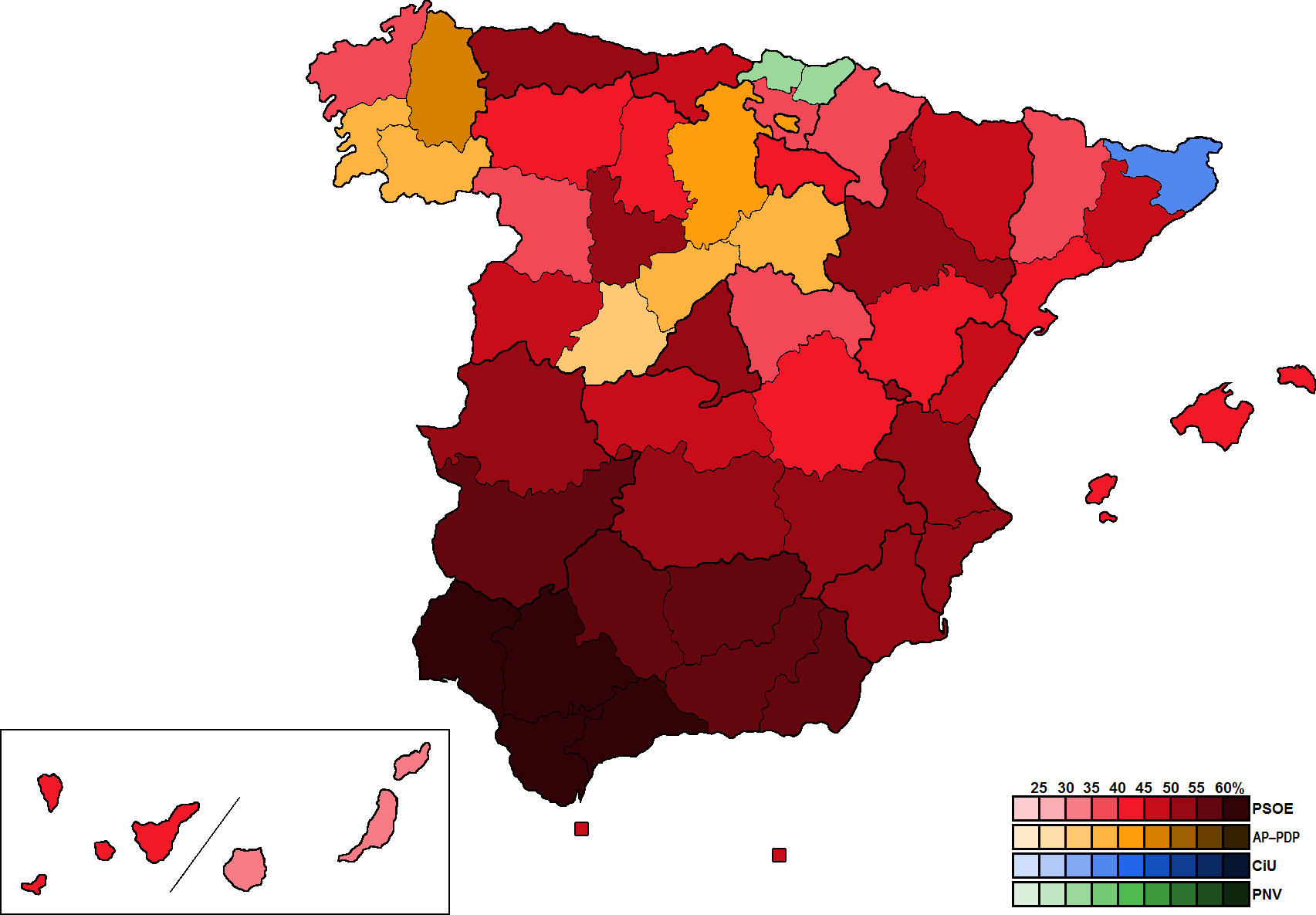
Resultados por provincia.

| Circunscripción                    | Partido        | Votos     | %      | Escaños | Diputados | + / - |
| ---------------------------------- | -------------- | --------- | ------ | ------- | --- | ----- |
| Almería 5 diputados                | PSOE           | 119.903   | 57,77% | 4       | José Antonio Amate Rodríguez, Juan de Dios Ramírez Heredia, Joaquín Pérez Siquier y Blas Díaz Bonillo | +2    |
| Almería 5 diputados                | AP-PDP         | 48.280    | 23,26% | 1       | Francisco Soler Valero | +1    |
| Almería 5 diputados                | UCD            | 23.294    | 11,22% | ---     | --- | -3    |
| Cádiz 8 diputados                  | PSOE           | 308.571   | 63,67% | 6       | Manuel María Chaves González, Ramón Arturo Vargas-Machuca Ortega, Francisco Perea Torres, María del Carmen Pinedo Sánchez, Ramón Santos Jurado y Eduardo García Espinosa | +3    |
| Cádiz 8 diputados                  | AP-PDP         | 97.314    | 20,08% | 2       | Rodrigo de Rato Figaredo y Enrique González Vaello | +2    |
| Cádiz 8 diputados                  | UCD            | 22.728    | 4,69%  | ---     | --- | -2    |
| Cádiz 8 diputados                  | PCE            | 20.749    | 4,28%  | ---     | --- | -1    |
| Cádiz 8 diputados                  | PSA-PA         | 16.654    | 3,44%  | ---     | --- | -2    |
| Córdoba 7 diputados                | PSOE           | 243.428   | 57,22% | 5       | Guillermo Galeote Jiménez, José Miguel Salinas Moya, Luis Planas Puchades, Pedro Moya Milanés y Salvador Blanco Rubio | +2    |
| Córdoba 7 diputados                | AP-PDP         | 90.023    | 21,16% | 2       | Manuel María Renedo Omaechevarría y Joaquín Fayos Díaz | +2    |
| Córdoba 7 diputados                | PCE            | 37.555    | 8,83%  | ---     | --- | -1    |
| Córdoba 7 diputados                | UCD            | 28.414    | 6,68%  | ---     | --- | -3    |
| Granada 7 diputados                | PSOE           | 234.154   | 57,79% | 5       | Pedro Cerezo Galán, Ángel Díaz Sol, Francisco Javier Valls García, Antonio García Olid y Enrique Gozalbes Cravioto | +2    |
| Granada 7 diputados                | AP-PDP         | 97.554    | 24,08% | 2       | Guillermo Kirkpatrick Mendaro y José Torres Hurtado | +2    |
| Granada 7 diputados                | PCE            | 28.636    | 7,07%  | ---     | --- | -1    |
| Granada 7 diputados                | UCD            | 27.897    | 6,88%  | ---     | --- | -3    |
| Huelva 5 diputados                 | PSOE           | 139.420   | 63,36% | 4       | Carlos Navarrete Merino, Jaime Javier Barrero López, Domingo Prieto García y Jenaro García-Arreciado Batanero | +2    |
| Huelva 5 diputados                 | AP-PDP         | 45.755    | 20,79% | 1       | José Ignacio Fuentes López | +1    |
| Huelva 5 diputados                 | UCD            | 17.174    | 7,8%   | ---     | --- | -3    |
| Jaén 7 diputados                   | PSOE           | 207.754   | 57,12% | 5       | Fernando Morán López, Fernando Calahorro Téllez, Cándido Méndez Rodríguez, José Manuel Pedregosa Garrido y Juan Ramón Pajares Gutiérrez | +2    |
| Jaén 7 diputados                   | AP-PDP         | 83.333    | 23,05% | 2       | Gabriel Camuñas Solís y Ramón de Villegas Villar | +2    |
| Jaén 7 diputados                   | UCD            | 32.456    | 8,92%  | ---     | --- | -3    |
| Jaén 7 diputados                   | PCE            | 26.829    | 7,38%  | ---     | --- | -1    |
| Málaga 8 diputados                 | PSOE           | 315.092   | 61,99% | 6       | Rafael Ballesteros Durán, Carlos Sanjuán de la Rocha, Hilario López Luna, José Luis Asenjo Díaz, Francisco Oliva García y Enrique Martínez Martínez | +2    |
| Málaga 8 diputados                 | AP-PDP         | 118.369   | 23,29% | 2       | Antonio Navarro Velasco y Pedro José Rico Jiménez | +2    |
| Málaga 8 diputados                 | PCE            | 26.935    | 5,3%   | ---     | --- | -1    |
| Málaga 8 diputados                 | UCD            | 19.435    | 3,82%  | ---     | --- | -2    |
| Málaga 8 diputados                 | PSA-PA         | 11.170    | 2,32%  | ---     | --- | -1    |
| Sevilla 12 diputados               | PSOE           | 496.543   | 61,99% | 8       | Alfonso Guerra González, Luis Yáñez-Barnuevo García, Alfonso Lazo Díaz, Francisco Miguel Fernández Marugán, Julián Chia Gutiérrez, José Manuel Macarro Vera, José del Valle Torreno y José Higueras Muñoz | +4    |
| Sevilla 12 diputados               | AP-PDP         | 176.054   | 21,98% | 3       | Jorge Verstrynge Rojas, Francisco Sanabria Escudero y Alfonso Ybarra Hidalgo | +3    |
| Sevilla 12 diputados               | PCE            | 57.272    | 7,15%  | 1       | Fernando Pérez Royo | -1    |
| Sevilla 12 diputados               | UCD            | 30.004    | 3,75%  | ---     | --- | -4    |
| Sevilla 12 diputados               | PA-PSA         | 23.375    | 2,92%  | ---     | --- | -2    |
| Huesca 3 diputados                 | PSOE           | 63.103    | 48,36% | 2       | Santiago Marraco Solana y José Luis Sánchez Sáez | +1    |
| Huesca 3 diputados                 | AP-PDP-PAR     | 33.945    | 26,01% | 1       | Joaquín Sisó Cruellas | +1    |
| Huesca 3 diputados                 | UCD            | 19.234    | 14,74% | ---     | --- | -2    |
| Teruel 3 diputados                 | PSOE           | 38.834    | 40,97% | 2       | Pedro Bofill Abeilhe y Juan Ramón Hernández Espallargas | +1    |
| Teruel 3 diputados                 | AP-PDP-PAR     | 31.779    | 33,53% | 1       | Felipe Santiago Benítez Barrueco | +1    |
| Teruel 3 diputados                 | UCD            | 15.570    | 16,43% | ---     | --- | -2    |
| Zaragoza 8 diputados               | PSOE           | 255.402   | 51,29% | 5       | José Félix Sáenz Lorenzo, Elías Ramón Cebrián Torralba, Carmen Solano Carreras, Fernando Gimeno Marín, y Sebastián García Tomás | +2    |
| Zaragoza 8 diputados               | AP-PDP-PAR     | 156.800   | 31,49% | 3       | Hipólito Gómez de las Roces, Manuel García Amigo e Isaías Zarazaga Burillo | +2    |
| Zaragoza 8 diputados               | UCD            | 34.044    | 6,84%  | ---     | --- | -4    |
| Oviedo 10 diputados                | PSOE           | 339.575   | 52,13% | 6       | Pedro de Silva Cienfuegos-Jovellanos, Luis Martínez Noval, Marcelo Palacios Alonso, Álvaro Cuesta Martínez, Ludivina García Arias y Francisco González Zapico | +2    |
| Oviedo 10 diputados                | AP-PDP         | 181.965   | 27,94% | 3       | Juan Luis de la Vallina Velarde, José Arturo Corte Mier y Luis Vega y Escandón | +2    |
| Oviedo 10 diputados                | PCE            | 53.017    | 8,14%  | 1       | Horacio Fernández Inguanzo | =     |
| Oviedo 10 diputados                | UCD            | 31.763    | 4,88%  | ---     | --- | -4    |
| Palma de Mallorca 6 diputados      | PSOE           | 144.232   | 40,45% | 3       | Gregorio Mir Mayol, Juan Ramallo Massanet y Jaime Ribas Prats | +1    |
| Palma de Mallorca 6 diputados      | AP-PDP         | 134.444   | 37,71% | 3       | Abel Matutes Juan, José Cañellas Fons y Ricardo Squella Martorell | +3    |
| Palma de Mallorca 6 diputados      | UCD            | 37.148    | 10,42% | ---     | --- | -4    |
| Las Palmas 6 diputados             | PSOE           | 109.366   | 32,62% | 3       | Jerónimo Saavedra Acevedo, Ángel Luis Sánchez Bolaños y Manuel Medina Ortega | +2    |
| Las Palmas 6 diputados             | AP-PDP         | 97.701    | 29,14% | 2       | Manuel Fernández-Escandón Álvarez y Paulino Montesdeoca Sánchez | +2    |
| Las Palmas 6 diputados             | UCD            | 45.905    | 13,69% | 1       | José Miguel Bravo de Laguna Bermúdez | -3    |
| Las Palmas 6 diputados             | UPC            | 16.241    | 4,84%  | ---     | --- | -1    |
| Santa Cruz de Tenerife 7 diputados | PSOE           | 130.249   | 40,9%  | 4       | Luis Fajardo Spínola, Néstor Padrón Delgado, María Dolores Pelayo Duque y Francisco Javier Castro Feliciano | +2    |
| Santa Cruz de Tenerife 7 diputados | AP-PDP         | 78.174    | 24,55% | 2       | Rafael Clavijo García y Arturo Juan Escuder Croft | +2    |
| Santa Cruz de Tenerife 7 diputados | UCD            | 61.436    | 19,29% | 1       | Luis Mardones Sevilla | -4    |
| Santander 5 diputados              | PSOE           | 135.987   | 45%    | 3       | Jaime Blanco García, Juan Antonio Barragán Rico y José Luis García García | +1    |
| Santander 5 diputados              | AP-PDP         | 117.567   | 38,91% | 2       | Mateo José Rodríguez Gómez y Félix de la Fuente Boada | +2    |
| Santander 5 diputados              | UCD            | 16.265    | 5,38%  | ---     | --- | -3    |
| Albacete 4 diputados               | PSOE           | 103.328   | 53,57% | 3       | José Bono Martínez, Virginio Sánchez Barberán y Francisco Segovia Solana | +1    |
| Albacete 4 diputados               | AP-PDP         | 55.666    | 28,86% | 1       | Juan Molina Cabrera | +1    |
| Albacete 4 diputados               | UCD            | 16.755    | 8,69%  | ---     | --- | -2    |
| Ciudad Real 5 diputados            | PSOE           | 151.168   | 53,96% | 3       | Manuel Marín González, Miguel Ángel Martínez Martínez y Francisco Granados Calero, | +1    |
| Ciudad Real 5 diputados            | AP-PDP         | 79.037    | 28,21% | 2       | Juan Ángel del Rey Castellanos y Manuel Díaz-Pines Muñoz | +2    |
| Ciudad Real 5 diputados            | UCD            | 29.443    | 10,51% | ---     | --- | -3    |
| Cuenca 4 diputados                 | PSOE           | 59.676    | 44,94% | 2       | Virgilio Zapatero Gómez y Justo Tomás Zambrana Pineda | +1    |
| Cuenca 4 diputados                 | AP-PDP         | 42.274    | 31,84% | 2       | Pablo Paños Martí y Pedro María Chacón Nobel | +2    |
| Cuenca 4 diputados                 | UCD            | 20.119    | 15,15% | ---     | --- | -3    |
| Guadalajara 3 diputados            | PSOE           | 34.212    | 38,18% | 2       | Leopoldo Torres Boursault y Francisco Javier López García | +1    |
| Guadalajara 3 diputados            | AP-PDP         | 33.748    | 37,66% | 1       | Manuel Cantarero del Castillo | +1    |
| Guadalajara 3 diputados            | UCD            | 12.049    | 13,45% | ---     | --- | -2    |
| Toledo 5 diputados                 | PSOE           | 138.169   | 47,11% | 3       | Francisco Ramos Fernández-Torrecilla, Jesús Fuentes Lázaro y Ana María Abascal y Calabria | +1    |
| Toledo 5 diputados                 | AP-PDP         | 98.244    | 33,5%  | 2       | Arturo García-Tizón López y José Javier Pérez-Olivares y Pérez | +2    |
| Toledo 5 diputados                 | UCD            | 28.433    | 9,69%  | ---     | --- | -3    |
| Ávila 3 diputados                  | AP-PDP         | 37.193    | 33,32% | 1       | José María Aznar López | +1    |
| Ávila 3 diputados                  | PSOE           | 34.142    | 30,58% | 1       | Jerónimo Nieto González | +1    |
| Ávila 3 diputados                  | CDS            | 25.000    | 22,4%  | 1       | Agustín Rodríguez Sahagún | +1    |
| Ávila 3 diputados                  | UCD            | 11.218    | 10,05% | ---     | --- | -3    |
| Burgos 4 diputados                 | AP-PDP         | 90.969    | 42,95% | 2       | César Huidobro Díez y César de Miguel López | +2    |
| Burgos 4 diputados                 | PSOE           | 79.626    | 37,59% | 2       | Federico Sanz Díaz y Luis Escribano Reinosa | +1    |
| Burgos 4 diputados                 | UCD            | 20.609    | 9,73%  | ---     | --- | -3    |
| León 6 diputados                   | PSOE           | 133.206   | 44,74% | 3       | José Álvarez de Paz, Ángel Capdevila Blanco y Conrado Alonso Buitrón | +1    |
| León 6 diputados                   | AP-PDP         | 94.506    | 31,74% | 2       | José María Suárez González y Santos Cascallana Canóniga | +2    |
| León 6 diputados                   | UCD            | 46.170    | 15,51% | 1       | Rodolfo Martín Villa | -3    |
| Palencia 3 diputados               | PSOE           | 49.756    | 42,94% | 2       | Alberto Acítores Balbás y Juan Ramón Lagunilla Alonso | +1    |
| Palencia 3 diputados               | AP-PDP         | 44.965    | 38,8%  | 1       | José Enrique Martínez del Río | +1    |
| Palencia 3 diputados               | UCD            | 12.330    | 10,64% | ---     | --- | -2    |
| Salamanca 4 diputados              | PSOE           | 100.534   | 46,01% | 3       | Ciriaco de Vicente Martín, José Miguel Bueno Vicente y Jesús Caldera Sánchez-Capitán | +2    |
| Salamanca 4 diputados              | AP-PDP         | 64.972    | 29,74% | 1       | Pablo Beltrán de Heredia y Onís | +1    |
| Salamanca 4 diputados              | UCD            | 29.951    | 13,71% | ---     | --- | -3    |
| Segovia 3 diputados                | AP-PDP         | 35.483    | 38,31% | 2       | Modesto Fraile Poujade y Carlos Alfonso Gila González | +2    |
| Segovia 3 diputados                | PSOE           | 34.375    | 37,11% | 1       | Luis Solana Madariaga | =     |
| Segovia 3 diputados                | UCD            | 9.680     | 10,45% | ---     | --- | -2    |
| Soria 3 diputados                  | AP-PDP         | 22.820    | 37,27% | 1       | Anastasio Fernando Modrego Vitoria | +1    |
| Soria 3 diputados                  | PSOE           | 21.639    | 35,34% | 1       | Manuel Núñez Encabo | =     |
| Soria 3 diputados                  | UCD            | 11.453    | 18,7%  | 1       | Gabriel Cisneros Laborda | -1    |
| Valladolid 5 diputados             | PSOE           | 144.409   | 51,33% | 3       | Gregorio Peces-Barba Martínez, Juan Luis Colino Salamanca y Antonio Pérez Solano | +1    |
| Valladolid 5 diputados             | AP-PDP         | 88.057    | 31,3%  | 2       | Santiago López González y Alejandro Royo-Villanova Payá | +2    |
| Valladolid 5 diputados             | UCD            | 20.704    | 7,36%  | ---     | --- | -3    |
| Zamora 4 diputados                 | PSOE           | 47.804    | 36,08% | 2       | Demetrio Madrid López y José Luis García Raya | +1    |
| Zamora 4 diputados                 | AP-PDP         | 47.504    | 35,86% | 1       | José María Ruiz Gallardón | +1    |
| Zamora 4 diputados                 | UCD            | 24.725    | 18,66% | 1       | Luis Ortiz González | -2    |
| Barcelona 33 diputados             | PSC-PSOE       | 1.292.672 | 48,19% | 18      | Josep María Obiols i Germà, Ernest Lluch Martín, Josep Verde, Eduardo Martín Toval, Josep María Triginer Fernández, Salvador Clotas Cierco, Xavier Rubert de Ventós, Rodolfo Guerra Fontana, Anna Balletbó Puig, Francisco Neira León, Juli Busquets Bragulat, Pedro Jover Presa, Francisco Ramos Molins, Jordi Marsal Muntalà, Ramón Vancell Trullas, María Dolores Renau i Manén Joan Colom i Naval y Joan Marcet i Morera                                                   | +6    |
| Barcelona 33 diputados             | CiU            | 560.555   | 20,9%  | 8       | Miquel Roca, Ramón Trías Fargas, Eduardo Punset, Joaquim Xicoy Bassegoda, Joaquim Molins i Amat, Carles Alfred Gasoliba, Josep María Trías de Bes y Llibert Cuatrecases i Membrado | +2    |
| Barcelona 33 diputados             | AP-PDP         | 385.967   | 14,39% | 5       | Miguel Ángel Planas Segurado, Eduardo Tarragona Corbella, José Ramón Lasuén Sancho, José Donadeu Cadafalch y José Segura Sanfeliú | +4    |
| Barcelona 33 diputados             | PSUC-PCE       | 131.314   | 4,9%   | 1       | Gregorio López Raimundo | -6    |
| Barcelona 33 diputados             | ERC            | 99.852    | 3,72%  | 1       | Francesc Vicens Giralt | =     |
| Barcelona 33 diputados             | UCD            | 40.222    | 1,5%   | ---     | --- | -6    |
| Gerona 5 diputados                 | CiU            | 96.306    | 36,05% | 2       | Jaume Casademont i Perafita y Josep López de Lerma | +1    |
| Gerona 5 diputados                 | PSC-PSOE       | 91.228    | 34,15% | 2       | Luis María Puig Olivé y Juan Manuel del Pozo Álvarez | =     |
| Gerona 5 diputados                 | AP-PDP         | 35.178    | 13,17% | 1       | Juan Botanch Dausa | +1    |
| Gerona 5 diputados                 | ERC            | 15.157    | 5,67%  | ---     | --- | -2    |
| Lérida 4 diputados                 | PSC-PSOE       | 70.821    | 35,24% | 2       | Josep Pau i Pernau y Teresa Cunillera Mestres | +1    |
| Lérida 4 diputados                 | CiU            | 56.188    | 27,96% | 1       | Josep Antoni Duran i Lleida | =     |
| Lérida 4 diputados                 | AP-PDP         | 31.382    | 15,84% | 1       | José Ignacio Llorens Torres | +1    |
| Lérida 4 diputados                 | UCD            | 11.484    | 5,71%  | ---     | --- | -2    |
| Tarragona 5 diputados              | PSC-PSOE       | 120.880   | 42,09% | 3       | Jaume Antich i Balada, Ignasi Carnicer i Barrufet y Jaime Custodi Torres | +1    |
| Tarragona 5 diputados              | CiU            | 59.677    | 20,78% | 1       | Josep Gomis | +1    |
| Tarragona 5 diputados              | AP-PDP         | 51.098    | 17,79% | 1       | Juan Manuel Fabra Vallés | +1    |
| Tarragona 5 diputados              | PSUC-PCE       | 13.313    | 4,64%  | ---     | --- | -1    |
| Tarragona 5 diputados              | UCD            | 12.535    | 4,36%  | ---     | --- | -2    |
| Ceuta 1 diputado                   | PSOE           | 11.698    | 45,54% | 1       | Francisco Fraiz Armada | +1    |
| Ceuta 1 diputado                   | UCD            | 1.870     | 7,28%  | ---     | --- | -1    |
| Alicante 9 diputados               | PSOE           | 352.632   | 54,14% | 6       | Antonio García Miralles, Asunción Cruañes Molina, José Vicente Beviá Pastor, Luis Berenguer Fuster, María Rosa Verdú Alonso y Jorge Francisco Cremades Sena | +2    |
| Alicante 9 diputados               | AP-PDP-UV      | 189.040   | 29,02% | 3       | Juan Antonio Montesinos García, Vicente Ramos Pérez y Ángel Castroviejo Calvo | +3    |
| Alicante 9 diputados               | UCD            | 46.940    | 7,21%  | ---     | --- | -4    |
| Alicante 9 diputados               | PCE            | 26.531    | 4,07%  | ---     | --- | -1    |
| Castellón 5 diputados              | PSOE           | 130.200   | 49,62% | 3       | Felipe Guillermo Guardiola Selles, Francisco Arnau Navarro y Javier José Tárrega Bernal | +1    |
| Castellón 5 diputados              | AP-PDP-UV      | 73.826    | 28,14% | 2       | Gabriel Elorriaga Fernández y Enrique Beltrán Sanz | +2    |
| Castellón 5 diputados              | UCD            | 33.547    | 12,79% | ---     | --- | -3    |
| Valencia 15 diputados              | PSOE           | 635.522   | 53,32% | 10      | Juan Lerma, Antonio Sotillo Martín, Manuel Sánchez Ayuso, Jaume Castells Ferrer, Enrique Sapena Granell, Francisco Javier Sanz Fernández, Salvador López Fernández, Adela Pla Pastor, Francisco Gaviña Ribelles y Joan Romero González | +3    |
| Valencia 15 diputados              | AP-PDP-UV      | 350.281   | 29,39% | 5       | Manuel Giner Miralles, Miguel Ramón Izquierdo, Carlos Manglano de Mas, Manuel Gallent Nicola y Luis García Forcada | +5    |
| Valencia 15 diputados              | PCE            | 63.026    | 5,29%  | ---     | --- | -2    |
| Valencia 15 diputados              | UCD            | 52.768    | 4,43%  | ---     | --- | -6    |
| Badajoz 7 diputados                | PSOE           | 209.144   | 57,27% | 5       | Juan Carlos Rodríguez Ibarra, Enrique Ballestero Pareja, Francisco Fuentes Gallardo, Florencio Hidalgo Barquero del Rosal y Francisco Fernández Cortés | +2    |
| Badajoz 7 diputados                | AP-PDP         | 85.296    | 23,36% | 2       | Luis Jacinto Ramallo García y Antonio Uribarri Murillo | +2    |
| Badajoz 7 diputados                | UCD            | 30.647    | 8,39%  | ---     | --- | -4    |
| Cáceres 5 diputados                | PSOE           | 123.902   | 52,53% | 4       | Pablo Castellano Cardalliaguet, Victorino Mayoral Cortés, Eusebio Cano Pinto y Antonio Olivenza Pozas | +2    |
| Cáceres 5 diputados                | AP-PDP         | 57.736    | 24,48% | 1       | Álvaro Simón Gutiérrez | +1    |
| Cáceres 5 diputados                | UCD            | 29.832    | 12,65% | ---     | --- | -3    |
| La Coruña 9 diputados              | PSOE           | 196.359   | 38,22% | 4       | Francisco José Vázquez Vázquez, Jesús Salvador Fernández Moreda, Ángel Manuel Teijeiro Fraga y Abel Ramón Caballero Álvarez | +2    |
| La Coruña 9 diputados              | AP-PDP         | 180.619   | 35,16% | 4       | María Victoria Fernández-España y Fernández-Latorre, José Manuel Romay Beccaría, José Antonio Trillo y López-Mancisidor y Emilio Durán Corsanego | +3    |
| La Coruña 9 diputados              | UCD            | 66.689    | 12,98% | 1       | Fernando García Agudín | -5    |
| Lugo 5 diputados                   | AP-PDP         | 88.462    | 46,17% | 3       | Antonio Carro Martínez, Antonio Pol González y Aniceto Codesal Lozano | +2    |
| Lugo 5 diputados                   | PSOE           | 53.263    | 27,8%  | 1       | Pablo Pardo Yáñez | =     |
| Lugo 5 diputados                   | UCD            | 34.567    | 18,04% | 1       | Antonio Díaz Fuentes | -2    |
| Orense 5 diputados                 | AP-PDP         | 63.801    | 35,6%  | 2       | Jaime Tejada Lorenzo y Neftalí Prieto Barrios | +1    |
| Orense 5 diputados                 | UCD            | 52.282    | 29,17% | 2       | Pío Cabanillas Gallas y Eulogio Gómez Franqueira | -1    |
| Orense 5 diputados                 | PSOE           | 50.619    | 28,24% | 1       | Antonio Rodríguez Rodríguez | =     |
| Pontevedra 8 diputados             | AP-PDP         | 155.556   | 37,53% | 4       | Fernando Garrido Valenzuela, Manuel Costas Alonso, Antonio Pillado Montero y Alberto Durán Núñez | +3    |
| Pontevedra 8 diputados             | PSOE           | 126.228   | 30,46% | 3       | José Vázquez Fouz, Isidoro Gracia Plaza y Alejandro Jesús Bahillo Fernández | +1    |
| Pontevedra 8 diputados             | UCD            | 76.575    | 18,48% | 1       | Jesús Sancho Rof | -4    |
| Logroño 4 diputados                | PSOE           | 67.781    | 43,45% | 2       | Javier Luis Sáenz Cosculluela y Ángel Martínez Sanjuán | +1    |
| Logroño 4 diputados                | AP-PDP         | 64.778    | 41,53% | 2       | Álvaro de Lapuerta Quintero e Isaías Monforte Francia | +2    |
| Logroño 4 diputados                | UCD            | 11.545    | 7,4%   | ---     | --- | -3    |
| Madrid 32 diputados                | PSOE           | 1.439.137 | 52,09% | 18      | Felipe González Márquez, Javier Solana Madariaga, Francisco José Fernández Ordóñez, Joaquín Leguina Herrán, Enrique Barón Crespo, Carmen García Bloise, José Joaquín Almunia Amann, José Acosta Cubero, Javier Moscoso del Prado y Muñoz, Juan Antonio Barranco Gallardo, Donato Fuejo Lago, Carlos López Riaño, León Máximo Rodríguez Valverde, José Velasco Aparicio, Alejandro Cercas Alonso, Eugenio Triana García, Elena Vázquez Menéndez y Carlos Alberto Dávila Sánchez | +6    |
| Madrid 32 diputados                | AP-PDP         | 891.372   | 32,26% | 11      | Manuel Fraga Iribarne, Fernando Suárez González, Alfonso Osorio García, José Luis Álvarez y Álvarez, Miguel Herrero y Rodríguez de Miñón, Oscar Alzaga Villaamil, Pedro Schwartz Girón , Javier González-Estéfani Aguilera, Carlos Ruiz Soto, José Luis Ruiz-Navarro Gimeno y Carmen Llorca Villaplana | +8    |
| Madrid 32 diputados                | PCE            | 137.459   | 4,98%  | 1       | Santiago Carrillo Solares | -3    |
| Madrid 32 diputados                | CDS            | 113.384   | 4,1%   | 1       | Adolfo Suárez González | +1    |
| Madrid 32 diputados                | UCD            | 92.508    | 3,35%  | 1       | Landelino Lavilla Alsina | -11   |
| Madrid 32 diputados                | FN             | 22.602    | 0,82%  | ---     | --- | -1    |
| Melilla 1 diputado                 | PSOE           | 10.291    | 48,99% | 1       | José Luis Estrada Sánchez | +1    |
| Melilla 1 diputado                 | UCD            | 3.083     | 14,68% | ---     | --- | -1    |
| Murcia 8 diputados                 | PSOE           | 270.552   | 50,76% | 5       | José Manuel Garrido Guzmán, Antonio García-Pagán Zamora, Manuel Martínez García de Otazo, Carmela García-Moreno Teixeira y Dionisio González Otazo | +1    |
| Murcia 8 diputados                 | AP-PDP         | 189.642   | 35,58% | 3       | Juan Ramón Calero Rodríguez, José Joaquín Peñarrubia Agius y José Antonio Guerrero Guerrero | +3    |
| Murcia 8 diputados                 | UCD            | 34.354    | 6,45%  | ---     | --- | -4    |
| Navarra 5 diputados                | PSOE           | 112.186   | 37,64% | 3       | Carlos Solchaga Catalán, Jesús Malón Nicolao y Jesús María Elío Oficialdegui | +2    |
| Navarra 5 diputados                | UPN-AP-PDP     | 76.255    | 25,59% | 2       | Jesús Aizpún Tuero e Ignacio Javier Gomara Granada | +1    |
| Navarra 5 diputados                | UCD            | 31.245    | 10,48% | ---     | --- | -3    |
| Álava 4 diputados                  | PSE-PSOE       | 51.674    | 35,33% | 2       | José María Benegas Haddad y Ángel José Gavilán Arganda | +1    |
| Álava 4 diputados                  | EAJ-PNV        | 32.103    | 21,95% | 1       | Juan María Ollora Ochoa de Aspuru | =     |
| Álava 4 diputados                  | AP-PDP-PDL-UCD | 27.974    | 19,13% | 1       | Marcelino Oreja Aguirre | -1    |
| Guipúzcoa 7 diputados              | EAJ-PNV        | 125.389   | 32,6%  | 3       | Andoni Monforte Arregui, Ángel Olarte Lasa e Ignacio María Echeberría Monteberría | +1    |
| Guipúzcoa 7 diputados              | PSE-PSOE       | 99.972    | 25,99% | 2       | Enrique Múgica Herzog y Ángel García Ronda | =     |
| Guipúzcoa 7 diputados              | HB             | 74.217    | 19,29% | 1       | Iñaki Esnaola Etxeberri | =     |
| Guipúzcoa 7 diputados              | EE             | 38.156    | 9,92%  | 1       | Juan María Bandrés Molet | =     |
| Guipúzcoa 7 diputados              | AP-PDP-PDL-UCD | 32.156    | 8,36%  | ---     | --- | -1    |
| Vizcaya 10 diputados               | EAJ-PNV        | 221.801   | 33,38% | 4       | Íñigo Aguirre Kerexeta, Marcos Vizcaya Retana, Jon Gangoiti Llaguno y Ana Gorroño Arrizabalaga | =     |
| Vizcaya 10 diputados               | PSE-PSOE       | 196.974   | 29,64% | 4       | Nicolás Redondo Urbieta, Ricardo García Damborenea, José Luis Corcuera Cuesta y José de Gregorio Torres | +2    |
| Vizcaya 10 diputados               | HB             | 87.100    | 14,51% | 1       | Pedro María Solabarría Bilbao | -1    |
| Vizcaya 10 diputados               | AP-PDP-PDL-UCD | 79.866    | 13,11% | 1       | Julen Guimón Ugartechea | -1    |

### Senado
| ← Elecciones generales de España, 28 de octubre de 1982 → Senadores electos |                                          |         |
| Participación | Partido                                  | Escaños |
| - Electorado: 26.846.940 - Votantes: 10.052.406 (37,44%) - Abstención: 16.794.534 (62,56%) - Votos válidos: 9.665.591 (96,15%) - Votos nulos: 386.815 (3,85%) - Votos a candidaturas: 9.493.761 (98,22%) - Votos en blanco: 171.830 (1,78%) | Partido Socialista Obrero Español (PSOE) | 134     |
| - Electorado: 26.846.940 - Votantes: 10.052.406 (37,44%) - Abstención: 16.794.534 (62,56%) - Votos válidos: 9.665.591 (96,15%) - Votos nulos: 386.815 (3,85%) - Votos a candidaturas: 9.493.761 (98,22%) - Votos en blanco: 171.830 (1,78%) | Alianza Popular (AP)                     | 54      |
| - Electorado: 26.846.940 - Votantes: 10.052.406 (37,44%) - Abstención: 16.794.534 (62,56%) - Votos válidos: 9.665.591 (96,15%) - Votos nulos: 386.815 (3,85%) - Votos a candidaturas: 9.493.761 (98,22%) - Votos en blanco: 171.830 (1,78%) | Catalunya al Senat (CS)                  | 7       |
| - Electorado: 26.846.940 - Votantes: 10.052.406 (37,44%) - Abstención: 16.794.534 (62,56%) - Votos válidos: 9.665.591 (96,15%) - Votos nulos: 386.815 (3,85%) - Votos a candidaturas: 9.493.761 (98,22%) - Votos en blanco: 171.830 (1,78%) | Partido Nacionalista Vasco (EAJ-PNV)     | 7       |
| - Electorado: 26.846.940 - Votantes: 10.052.406 (37,44%) - Abstención: 16.794.534 (62,56%) - Votos válidos: 9.665.591 (96,15%) - Votos nulos: 386.815 (3,85%) - Votos a candidaturas: 9.493.761 (98,22%) - Votos en blanco: 171.830 (1,78%) | Unión de Centro Democrático (UCD)        | 4       |
| - Electorado: 26.846.940 - Votantes: 10.052.406 (37,44%) - Abstención: 16.794.534 (62,56%) - Votos válidos: 9.665.591 (96,15%) - Votos nulos: 386.815 (3,85%) - Votos a candidaturas: 9.493.761 (98,22%) - Votos en blanco: 171.830 (1,78%) | Independiente (IND)                      | 1       |
| - Electorado: 26.846.940 - Votantes: 10.052.406 (37,44%) - Abstención: 16.794.534 (62,56%) - Votos válidos: 9.665.591 (96,15%) - Votos nulos: 386.815 (3,85%) - Votos a candidaturas: 9.493.761 (98,22%) - Votos en blanco: 171.830 (1,78%) | Asamblea Majorera (AM)                   | 1       |

## Votación de investidura
El jueves 2 de diciembre de 1982 Felipe González fue investido Presidente del Gobierno con 207 votos a favor, una mayoría absoluta que pasó a la historia como "el rodillo" y que se mantiene como el registro de mayor apoyo parlamentario a un candidato en una sesión de investidura. La investidura de Felipe González estaba tan garantizada que el diputado socialista y Presidente del Congreso, Gregorio Peces Barba, se permitió la insólita libertad de abstenerse, siendo esta la primera y única vez en la democracia española en la que un diputado presente en la votación no votó a favor del candidato de su partido.
| Candidato                                                            | Fecha                                                        | Voto |     |     |    |   |    |   |   |  |   |   | Total   |
| -------------------------------------------------------------------- | ------------------------------------------------------------ | ---- | --- | --- | -- | - | -- | - | - |  | - | - | ------- |
| Felipe González (PSOE)                                               | 2 de diciembre de 1982 Mayoría requerida: Absoluta (176/350) | Sí   | 200 |     |    | 4 |    | 2 |   |  |   | 1 | 207/350 |
| Felipe González (PSOE)                                               | 2 de diciembre de 1982 Mayoría requerida: Absoluta (176/350) | No   |     | 105 | 11 |   |    |   |   |  |   |   | 116/350 |
| Felipe González (PSOE)                                               | 2 de diciembre de 1982 Mayoría requerida: Absoluta (176/350) | Abs. | 1   |     |    |   | 12 |   | 8 |  | 1 |   | 22/350  |
| Faltaron a la votación 5 diputados: 2 de HB, 2 de AP y uno del PSOE. |                                                              |      |     |     |    |   |    |   |   |  |   |   |         |

### Pie de página
1. ↑  «Constitución Española». Agencia Estatal Boletín Oficial del Estado. 27 de diciembre de 1978. Consultado el 5 de marzo de 2015.
2. 1 2  Juliá, 1999, p. 251.
3. 1 2  Tusell, 1997, p. 74.
4. ↑  Juliá, 1999, p. 250.
5. ↑  Ruiz, 2002, p. 54-55.
6. ↑  Ruiz, 2002, p. 55-56.
7. ↑  Juliá, 1999, p. 252-253.
8. ↑  Tusell, 1997, p. 82.
9. ↑  Ruiz, 2002, p. 64.
10. ↑  Juliá, 1999, p. 253-254.
11. ↑  Ruiz, 2002, p. 61-62.
12. ↑  Tusell, 1997, p. 77.
13. ↑  Ruiz, 2002, p. 61-63.
14. ↑  Tusell, 1997, p. 80.
15. ↑  Ruiz, 2002, p. 63-64.
16. ↑  Ruiz, 2002, p. 58; 64.
17. ↑  Tusell, 1997, p. 84.
18. ↑  Juliá, 1999, p. 255.
19. ↑  Tusell, 1997, p. 82-83.
20. ↑  Martínez, 1998, p. 307.
21. ↑  «Elecciones: Primavera del 83». ABC (Madrid). 12 de marzo de 1982. p. 2. Consultado el 22 de octubre de 2022.
22. ↑  Jáuregui, Fernando (24 de mayo de 1982). «Desconcierto centrista y moderación en el PSOE tras las elecciones». El País (Madrid). p. 12. Consultado el 22 de octubre de 2022.
23. ↑  «Fraga: «Las encuestas demuestran que juntos podemos ganar las elecciones»». ABC (Madrid). 5 de septiembre de 1982. p. 27. Consultado el 22 de octubre de 2022.
24. ↑  Juliá, 1999, p. 258.
25. ↑  Ruiz, 2002, p. 68.
26. 1 2  Preston, 2004, p. 482.
27. ↑  «Arrestos domiciliarios de militares en relación con el proyectado golpe del 27-O». El País. 15 de octubre de 1982. Consultado el 24 de octubre de 2015.
28. 1 2 3  Juliá, 1999, p. 261.
29. 1 2  Ruiz, 2002, p. 69-70.
30. 1 2 3 4 5 6  Martínez, 1998, p. 310.
31. ↑  Martínez, 1998, p. 309.
32. ↑  Martínez, 1998, p. 293.
33. ↑  Martínez, 1998, p. 326.
34. ↑  Rodríguez, 1994, p. 268.
35. ↑  Rodríguez, 1994, p. 267.
36. ↑  Ruiz, 2002, p. 70-71.
37. ↑  Ruiz, 2002, p. 70.
38. ↑  Juliá, 1999, p. 261-262.
39. ↑  IGNACIO DE LOS REYES (1982). «"La España de Felipe. 25 años del triunfo del PSOE"». El Mundo. Consultado el 30 de octubre de 2013.
40. ↑  Votaciones de investidura, mociones de confianza, mociones de censura desde 1979 - Historia Electoral